# Naka (tàu tuần dương Nhật)
Naka (tiếng Nhật: 那珂) là một tàu tuần dương hạng nhẹ của Hải quân Đế quốc Nhật Bản thuộc lớp Sendai. Tên của nó được đặt theo sông Naka tại tỉnh Tochigi và Ibaraki ở phía Đông Nhật Bản. Naka từng được sử dụng rộng rãi trong Chiến tranh Thế giới thứ hai trước khi bị máy bay Mỹ đánh chìm ngày 18 tháng 2 năm 1944 gần Truk ở tọa độ 07°15′B 151°15′Đ / 7,25°B 151,25°Đ.

## Thiết kế và chế tạo
Naka là chiếc thứ ba cũng là chiếc cuối cùng được hoàn tất trong lớp tàu tuần dương hạng nhẹ Sendai, và giống như những chiếc cùng lớp, nó được dự định sử dụng như là soái hạm của hải đội tàu khu trục.
Naka được đặt lườn vào ngày 10 tháng 6 năm 1922; tuy nhiên lườn của chiếc Naka bị cháy trong trận động đất Kantō năm 1923, nên được tháo dỡ và đặt lườn lại vào ngày 24 tháng 5 năm 1924. Nó được hạ thủy vào ngày 24 tháng 3 năm 1925 và hoàn tất tại xưởng tàu của Mitsubishi tại Yokohama vào ngày 30 tháng 11 năm 1925.

## Lịch sử hoạt động

### Giai đoạn mở đầu Chiến tranh Thái Bình Dương
Ngày 26 tháng 11 năm 1941, Naka trở thành soái hạm của Hải đội Khu trục 4 thuộc quyền chỉ huy của Chuẩn Đô đốc Shōji Nishimura. Vào lúc xảy ra cuộc tấn công Trân Châu Cảng, Naka tham gia cuộc chiếm đóng miền Nam Philippines trong thành phần của Hạm đội 3 dưới quyền chỉ huy của Phó Đô đốc Ibo Takahashi, hộ tống các tàu vận tải vận chuyển các đơn vị của Sư đoàn 48 Lục quân. Naka bị hư hại nhẹ do các cuộc tấn công của năm máy bay ném bom Boeing B-17 Flying Fortress và các máy bay tiêm kích Seversky P-35 Guardsman và Curtiss P-40 Kittyhawk thuộc Không lực Viễn Đông Không lực Lục quân Hoa Kỳ.

### Đông Ấn thuộc Hà Lan
Vào tháng 1 năm 1942, Naka được phân công tham gia cuộc chiếm đóng Đông Ấn thuộc Hà Lan, vận chuyển Lực lượng Đổ bộ Đặc biệt Hải quân Kure Số 2 đến Tarakan và Balikpapan thuộc Borneo. Vào ngày 24 tháng 1 năm 1942 trong khi đang đổ quân tại Balikpapan, tàu ngầm Hải quân Hoàng gia Hà Lan K-XVIII, đang hoạt động trên mặt ước do thời tiết xấu, đã bắn bốn quả ngư lôi nhắm vào Naka, nhưng tất cả đều bị trượt. Trong khi Đô đốc Nishimura ra lệnh cho Naka và các tàu khu trục của nó truy đuổi chiếc tàu ngầm nhưng không thành công, Lực lượng Đặc nhiệm 5 Hải quân Mỹ bao gồm các tàu khu trục Parrott, Pope, John D. Ford và Paul Jones đã tấn công các tàu vận tải Nhật mà giờ đây không được bảo vệ, và đã đánh chìm nhiều tàu vận tải.
Vào cuối tháng 2 năm 1942, Naka hộ tống các tàu vận tải cùng với Sư đoàn 48 Lục quân đến Makassar, Celebes và Đông Java, có tàu tuần dương hạng nhẹ Jintsū đi kèm. Do đó Naka ở vào vị trí tâm điểm của Trận chiến biển Java vào ngày 27 tháng 2 năm 1942.
Lúc 15 giờ 47 phút, các tàu tuần dương Nhật Haguro, Jintsu và Nachi cùng các tàu khu trục Inazuma, Yukikaze, Tokitsukaze, Amatsukaze, Hatsukaze, Ushio, Sazanami, Yamakaze và Kawakaze đã giáp chiến cùng lực lượng của Chuẩn Đô đốc Hà Lan Karel W. F. M. Doorman bao gồm các tàu tuần dương HMS Exeter và USS Houston, các tàu tuần dương hạng nhẹ HNLMS De Ruyter HMAS Perth và HNMS Java, các tàu khu trục HMS Electra, HMS Encounter, HMS Jupiter, HNLMS Kortenaer và HNMS Witte de With cùng các tàu khu trục cũ USS Alden, USS John D. Edwards, USS John D. Ford và USS Paul Jones.
Lúc 16 giờ 03 phút, Naka cùng hải đội khu trục của nó bao gồm Asagumo, Minegumo, Murasame, Harukaze, Samidare và Yudachi đã phóng 43 quả ngư lôi Kiểu 93 Long Lance vào lực lượng Đồng Minh từ khoảng cách 15 km (16.400 yard), đánh chìm được Kortenaer. Các tàu khu trục còn phóng thêm 56 quả ngư lôi ngoài 8 quả từ Naka, nhưng lạ lùng đã không trúng bất cứ mục tiêu nào. Sau đó Asagumo tiếp cận HMS Electra và đánh chìm nó trong một trận đấu pháo; trong khi Jupiter trúng phải một quả thủy lôi do Hà Lan cài và bị chìm. Đến nữa đêm, De Ruyter và Java trúng phải ngư lôi và nổ tung. Trận đánh này được tiếp nối bởi Trận chiến eo biển Sunda vào ngày hôm sau 28 tháng 2 năm 1942, nơi mà Naka không có mặt.
Sang tháng 3, Naka được giao nhiệm vụ tuần tra tại khu vực giữa Java và Celebes. Tuy nhiên, vào ngày 14 tháng 3 năm 1942, Naka nhận được chỉ thị trở thành soái hạm của lực lượng chiếm đóng đảo Christmas. Lực lượng này bao gồm Naka, Nagara và Natori thuộc Hải đội Tuần dương 16, Minegumo và Natsugumo thuộc Hải đội Khu trục 9, Amatsukaze và Hatsukaze thuộc Hải đội Khu trục 16, Satsuki, Minazuki, Fumizuki và Nagatsuki thuộc Hải đội Khu trục 22, tàu chở dầu Akebono Maru và các tàu vận tải Kimishima Maru và Kumagawa Maru. Việc đổ bộ được tiến hành suôn sẽ không bị ngăn trở vào ngày 31 tháng 3 năm 1942, cho dù tàu ngầm Mỹ Seawolf đã bắn bốn quả ngư lôi nhắm vào Naka, nhưng tất cả đều bị trượt. Seawolf lại cố gắng thêm một lần nữa với hai quả ngư lôi vào ngày hôm sau 1 tháng 4 năm 1942, và lần này một quả đã đánh trúng Naka bên mạn phải gần phòng nồi hơi số 1. Natori phải kéo chiếc Naka hư hỏng nặng về vịnh Bantam thuộc Java để được sửa chữa tạm thời, để nó có thể quay về Singapore bằng chính động lực của mình. Tuy nhiên những hư hỏng của nó đáng kể đến mức nó được gửi về Nhật Bản để sửa chữa lớn trong tháng 6. Naka ở lại Nhật Bản trong thành phần dự bị cho đến tháng 4 năm 1943.

### Nam Thái Bình Dương
Vào ngày 1 tháng 4 năm 1943, Naka được phân về Hải đội Tuần dương 14 vừa mới được thành lập dưới quyền chỉ huy của Chuẩn Đô đốc Kenzo Ito, bao gồm tàu tuần dương Isuzu và đi đến Truk vào ngày 30 tháng 4 năm 1943. Trong nhiều tháng tiếp theo sau, Naka thực hiện nhiều chuyến đi vận chuyển Tốc hành Tokyo chung quanh khu vực quần đảo Marshall và Nauru.
Ngày 21 tháng 10 năm 1943, Naka và Isuzu nhận lên tàu binh lính Lục quân tại Thượng Hải để chuyển ra mặt trận. Đoàn tàu vận tải bị tàu ngầm Shad đánh chặn tại Biển Đông Trung Quốc vào ngày 23 tháng 10 năm 1943, đã bắn tổng cộng mười quả ngư lôi nhưng đã không thể trúng đích phát nào.
Ngày 3 tháng 11 năm 1943, đoàn tàu lại bị tấn công cách 110 km (60 hải lý) về phía Bắc Kavieng bởi máy bay ném bom của Không lực 13 B-24 Liberator. Naka bị hư hại nhẹ do một quả bom ném suýt trúng, và về đến Rabaul vào ngày 5 tháng 11 năm 1943, đúng vào lúc diễn ra cuộc ném bom Rabaul bởi các tàu sân bay Mỹ. Naka lại bị hư hại nhẹ do những quả bom ném suýt trúng từ máy bay ném bom bổ nhào xuất phát từ các tàu sân bay Saratoga và Princeton.
Ngày 23 tháng 11 năm 1943, Naka rời Ponape cùng lực lượng binh lính tăng cường cho việc phòng thủ Tarawa, nhưng đảo này rơi vào tay lực lượng Mỹ trước khi lực lượng tăng viện đến nơi.
Trong các ngày 17 - 18 tháng 2 năm 1944, Naka trợ giúp cho tàu tuần dương hạng nhẹ Agano khi chiếc này trúng phải ngư lôi một ngày trước đó bởi tàu ngầm Skate. Ngay sau khi Naka lên đường rời Truk, hải cảng này bị Lực lượng Đặc nhiệm 58 tấn công trong Chiến dịch Hailstone. Lực lượng Mỹ đã đánh chìm 31 tàu vận tải và 10 tàu hải quân (hai tàu tuần dương, bốn tàu khu trục cùng bốn tàu phụ trợ), tiêu diệt gần 200 máy bay và làm hư hại nặng khoảng 100 chiếc, loại bỏ Truk như là một căn cứ chủ lực của Hải quân Đế quốc Nhật Bản. Naka bị tấn công ở cách 65 km (35 hải lý) về phía Tây Truk bởi ba đợt máy bay ném bom bổ nhào SB2C Helldiver và máy bay ném bom-ngư lôi TBF Avenger từ tàu sân bay Bunker Hill và những chiếc TBF của Phi đội VT-25 cất cánh từ Cowpens. Hai đợt không kích đầu tiên không mang lại kết quả, nhưng Naka trúng một ngư lôi và một bom trong đợt thứ ba, bị vỡ làm đôi và chìm ở tọa độ 07°15′B 151°15′Đ / 7,25°B 151,25°Đ. Có khoảng 240 thành viên thủy thủ đoàn thiệt mạng, nhưng các tàu tuần tra đã vớt được 210 người sống sót kể cả Thuyền trưởng Sutezawa.
Naka được rút khỏi danh sách Đăng bạ Hải quân vào ngày 31 tháng 3 năm 1944.

## Danh sách thuyền trưởng
- Choji Inoue (sĩ quan trang bị trưởng): 15 tháng 4 năm 1925 - 30 tháng 11 năm 1925
- Choji Inoue: 30 tháng 11 năm 1925 - 1 tháng 12 năm 1926
- Kamezaburo Nakamura: 1 tháng 12 năm 1926 - 5 tháng 4 năm 1927
- Motosuke Mito: 5 tháng 4 năm 1927 - 1 tháng 11 năm 1927
- Isao Monai: 1 tháng 11 năm 1927 - 10 tháng 12 năm 1928
- Jiro Ban: 10 tháng 12 năm 1928 - 30 tháng 11 năm 1929
- Chuichi Nagumo: 30 tháng 11 năm 1929 - 1 tháng 12 năm 1930
- Sadao Yamada: 1 tháng 12 năm 1930 - 1 tháng 12 năm 1931
- Koki Yamamoto: 1 tháng 12 năm 1931 - 1 tháng 12 năm 1932
- Shigeru Sonoda: 1 tháng 12 năm 1932 - 15 tháng 11 năm 1933
- Eiji Goto: 15 tháng 11 năm 1933 - 15 tháng 11 năm 1934
- Kasuke Abe: 15 tháng 11 năm 1934 - 25 tháng 5 năm 1935
- Daigo Tadashige: 25 tháng 5 năm 1935 - 15 tháng 11 năm 1935
- Aritomo Goto: 15 tháng 11 năm 1935 - 1 tháng 12 năm 1936
- Koso Abe: 1 tháng 12 năm 1936 - 2 tháng 8 năm 1937
- Motoji Nakamura: 2 tháng 8 năm 1937 - 1 tháng 12 năm 1937
- Chimaki Kono: 1 tháng 12 năm 1937 - 15 tháng 11 năm 1938
- Shutoku Miyazato: 15 tháng 11 năm 1938 - 15 tháng 12 năm 1938
- Tamotsu Takama: 15 tháng 12 năm 1938 - 15 tháng 11 năm 1939
- Teruo Akiyama: 15 tháng 11 năm 1939 - 15 tháng 10 năm 1940
- Baron Matsuji Ijuin: 15 tháng 10 năm 1940 - 11 tháng 8 năm 1941
- Yoshioki Tawara: 11 tháng 8 năm 1941 - 7 tháng 7 năm 1942
- Ryuji Nakazato: 7 tháng 7 năm 1942 - 1 tháng 10 năm 1942
- Banjiro Takagi: 1 tháng 10 năm 1942 - 25 tháng 2 năm 1943
- Yoshijiro Imaizumi: 25 tháng 2 năm 1943 - 7 tháng 1 năm 1944
- Yoshimasa Sutezawa: 7 tháng 1 năm 1944 - 17 tháng 2 năm 1944